# Huelga general en España de 1917
La huelga general en España de 1917 o huelga general revolucionaria de 1917 se refiere a la huelga general —considerada por su carácter una huelga general revolucionaria— que tuvo lugar en España el mes de agosto de 1917. Fue convocada por la UGT (socialista) y el Partido Socialista Obrero Español, y en algunos lugares fue apoyada por la CNT (anarcosindicalista). La huelga general tuvo lugar en el contexto histórico de la crisis de 1917, durante el reinado de Alfonso XIII y el gobierno de Eduardo Dato.

## Antecedentes: el impacto de la Primera Guerra Mundial en España

### El contexto internacional y la crisis española de 1917

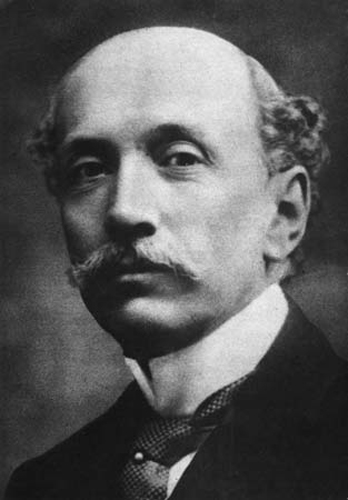
Eduardo Dato, presidente del gobierno cuando se produjo la huelga general

La crisis española de 1917 coincidió con una coyuntura internacional especialmente crítica en ese mismo año, posiblemente uno de los más cruciales en toda la historia. En cambio, la historiografía mundial no suele emplear el nombre de crisis para este periodo, reservándolo para algunas cuestiones puntuales relacionadas con la Primera Guerra Mundial como la crisis de reclutamiento en Canadá y la crisis de construcción naval en Estados Unidos. Hay que recordar que España en la Primera Guerra Mundial se mantuvo neutral durante todo el conflicto.
La crisis española de 1917 hace referencia al conjunto de sucesos que tuvieron lugar en el verano de 1917, y en concreto a los tres desafíos simultáneos que hicieron peligrar al gobierno del conservador Eduardo Dato e incluso al mismo sistema de la restauración borbónica en España: un movimiento militar protagonizado por las Juntas de Defensa; un movimiento político concretado en la Asamblea de Parlamentarios celebrada en Barcelona y convocada por la Lliga Regionalista; y un movimiento social que culminó con la huelga general revolucionaria de 1917.

### El acercamiento entre UGT y CNT: la huelga general de diciembre de 1916 y el manifiesto de marzo de 1917
La anarcosindicalista Confederación Nacional del Trabajo desde Barcelona -donde tenía su sede por tratarse de la capital económica de España, y que era una ciudad especialmente conflictiva, como se había demostrado en la Semana Trágica de 1909- venía defendiendo la posibilidad de convocar una huelga general para hacer frente al creciente deterioro de las condiciones de vida de las clases trabajadoras como consecuencia del impacto económico que estaba teniendo en España la Primera Guerra Mundial, a pesar de haberse mantenido neutral —inflación, crisis de subsistencias, deterioro de los salarios reales, aumento del desempleo, desabastecimientos, etc.—. En 1916 ese objetivo se concretó en la Asamblea de Valencia y en el Congreso Confederal de Barcelona de aquel verano.
Un proceso similar experimentó la socialista Unión General de Trabajadores, de implantación más reducida que la CNT —sus núcleos fundamentales de apoyo se encontraban en Madrid y País Vasco, mientras que los bastiones cenetistas eran Cataluña y Andalucía— que en su XII Congreso celebrado en mayo de 1916 aprobó una resolución en favor de la convocatoria de una huelga general de protesta, en principio limitada a un día de duración. Así fue como comenzaron los contactos con la CNT que en su Asamblea de Valencia del mismo mes no solo había aprobado la huelga general sino la colaboración con los socialistas. El resultado fue el histórico "Pacto de Zaragoza" firmado en 17 de julio de 1916 por ambas organizaciones del que surgió un comité conjunto integrado por Ángel Pestaña y Salvador Seguí por la CNT, y por Francisco Largo Caballero, Julián Besteiro y Vicente Barrio por la UGT que organizaría la huelga de protesta. El gobierno del conde de Romanones ordenó la detención de los firmantes del Pacto. Finalmente el 26 de noviembre CNT y UGT convocaron una huelga general de veinticuatro horas para el 18 de diciembre.

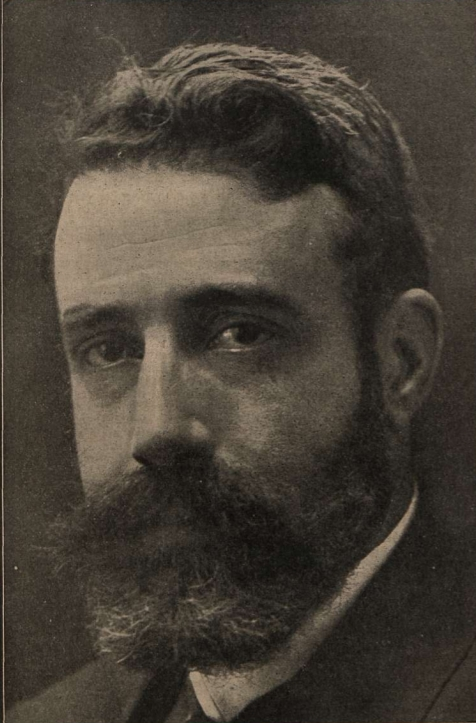
El socialista Julián Besteiro en 1912

La huelga no solo fue un completo éxito sino que además "contó con el apoyo de las clases medias y una simpatía generalizada en el país". Dos días antes el dirigente socialista Largo Caballero había escrito:

Toda España sabe que los trabajadores conscientes llevan más de dos años reclamando medidas que atenuasen algo la irresistible situación creada por el encarecimiento de los artículos de primera necesidad y la crisis de trabajo. No ha habido más que palabras y palabras.

Tras el éxito de la huelga de diciembre de 1916 y la nula respuesta del Gobierno, las dos organizaciones obreras acordaron promover la huelga indefinida, lo que hicieron público en un Manifiesto conjunto del 27 de marzo de 1917. La respuesta del gobierno del liberal conde de Romanones fue suspender las garantías constitucionales y encarcelar a los firmantes del manifiesto que pudo encontrar, que permanecieron detenidos una semana. En el manifiesto firmado, entre otros, por los ugetistas Julián Besteiro y Francisco Largo Caballero, y los cenetistas Salvador Seguí y Ángel Pestaña, entre otras cosas, se decía:

Con el fin de obligar a las clases dominantes a aquellos cambios fundamentales de sistema que garanticen al pueblo el mínimo de condiciones decorosas de vida y de desarrollo de sus actividades emancipadoras, se impone que el proletariado español emplee la huelga general, sin plazo definido de terminación, como el arma más poderosa que posee para reivindicar sus derechos.

Así pues, la nueva huelga general, esta vez indefinida, iba a tener un carácter revolucionario pues su objetivo ya no se limitaba a que el gobierno tomara medidas para paliar la crisis de subsistencias y la "crisis de trabajo", sino que perseguía «una transformación completa de la estructura política y económica del país», según explicaba Largo Caballero en un artículo publicado el 5 de mayo en El Liberal de Bilbao. Este carácter revolucionario llevó a los socialistas a buscar el apoyo de los líderes de los partidos republicanos, como Alejandro Lerroux y Melquiades Álvarez especialmente después de que en junio militares descontentos formaron las Juntas de Defensa y de que en julio se convocara la Asamblea de Parlamentarios en Barcelona. Fue entonces cuando la CNT comenzó a desconfiar del carácter "político" que se estaba dando a la huelga y de los contactos que habían mantenido los socialistas con los "políticos burgueses" —una reproducción de facto, alegaban los cenetistas, de la conjunción republicano—socialista de 1910 que había llevado al Congreso de Diputados a Pablo Iglesias—.
Según algunas fuentes no contrastadas, se habló de la constitución de un gobierno provisional, que hubiera tenido a la figura más moderada de Melquiades Álvarez como presidente y a Pablo Iglesias de ministro de Trabajo. Y por otro lado, la difusión de la convocatoria de huelga incluyó alguna ambigüedad, pues si en un principio se hablaba de una huelga "revolucionaria", en comunicaciones posteriores se insistía en su carácter "pacífico". Sobre todo desde la UGT se intentó conscientemente evitar las huelgas parciales, sectoriales y locales.

## La huelga

### Convocatoria

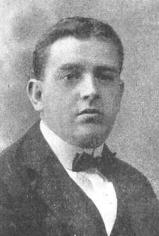
Andrés Saborit Colomer, miembro del Comité de Huelga

Los planes de la huelga general se vieron alterados cuando el 19 de julio de 1917, coincidiendo con la Asamblea de Parlamentarios reunida en Barcelona, comenzó una huelga de los ferroviarios de Valencia, afiliados a la UGT, a causa del conflicto laboral que mantenían con la empresa Compañía de los Caminos de Hierro del Norte de España. En las negociaciones la empresa se negó a readmitir a los 36 obreros que habían sido despedidos, postura inflexible que el apoyo decidido del Gobierno -el 21 de julio el capitán general de Valencia había declarado el estado de excepción. La respuesta la dio la Federación Ferroviaria de UGT, cuyo secretario Daniel Anguiano anunció que si la empresa no cedía comenzaría una huelga de todo el sector el 10 de agosto -a pesar de que Anguiano era consciente de que no debía desencadenarse ningún conflicto previo a la huelga general, pero la presión de sus afiliados le obligó a ello-. La empresa no dio marcha atrás, por lo que la dirección de la Unión General se vio envuelta en una difícil tesitura ya que, por un lado, no podía dejar abandonados a los ferroviarios, pero, por otro lado, «ir al movimiento revolucionario sin estar preparados era ir al fracaso seguro», como afirmó después un dirigente socialista. Finalmente el comité de huelga socialista -compuesto por Francisco Largo Caballero y Daniel Anguiano por UGT y por Julián Besteiro y Andrés Saborit por el PSOE- decidió declarar la huelga general para el lunes 13 de agosto, tres días después de la huelga ferroviaria que debía comenzar el día 10.
Así pues, finalmente la huelga general revolucionaria la convocó únicamente UGT conjuntamente con el PSOE obligados por la huelga del sindicato ferroviario de UGT de Valencia, convocada por motivos laborales internos, que precipitó la suma de las demás secciones del sindicato por todo el país entre el 10 y el 13 de agosto.
Al convocarla conjuntamente la UGT y el PSOE el objetivo no fue exactamente el mismo que el acordado en marzo con la CNT, ya que en el manifiesto "A los obreros y a la opinión pública" del 12 de agosto de 1917 —firmado por el Comité de Huelga socialista— se decía que la huelga no cesaría "hasta no haber obtenido las garantías suficientes de iniciación del cambio de régimen". En la introducción del manifiesto se vinculaba la convocatoria de huelga a la aparición de las Juntas de Defensa, que los socialistas creían que defendían la reforma del régimen político de la Restauración, y la reunión de Asamblea de Parlamentarios en Barcelona.

Durante el tiempo transcurrido desde esta fecha [marzo de 1917] hasta el momento actual, la afirmación hecha por el proletariado de demandar, como remedio a los males que padece España, un cambio fundamental de régimen político ha sido corroborada por la actitud que sucesivamente han ido adoptando importantes organismos nacionales desde la enérgica afirmación de la existencia de las Juntas de Defensa del Arma de Infantería frente a los intentos de disolución de esos organismos por los poderes públicos, hasta la Asamblea de Parlamentarios celebrada en Barcelona el 19 de julio y la adhesión a las conclusiones de esa Asamblea de numerosos Ayuntamientos, que dan público testimonio de las ansias de renovación que existen en todo el país

Y el manifiesto concluía:

Pedimos un gobierno provisional que asuma los poderes ejecutivo y moderador y prepare, previas las modificaciones imprescindibles en una legislación viciada, la celebración de elecciones sinceras de unas Cortes Constituyentes.

En la época prácticamente todo el mundo pensó que la huelga de los ferroviarios que obligó a los socialistas a adelantar sus planes sobre la huelga general —y que sería uno de los factores claves de su fracaso— fue provocada deliberadamente por el gobierno. Así lo creyeron "no solo todos los socialistas sino gentes tan heterogéneas como Francisco Cambó, Alejandro Lerroux, el coronel Benito Márquez, presidente de las Juntas de Defensa, o el entonces capitán Julio Mangada, defensor después de algunos de los implicados como colaboradores del Comité de Huelga, por poner algunos ejemplos". En la actualidad algunos historiadores afirman lo mismo: que el gobierno de Eduardo Dato "apostó por una maniobra arriesgada. El plan consistió en provocar al movimiento obrero para que fuera a una huelga intempestiva que asustara a las clases de orden y utilizar el Ejército para reprimir los disturbios. Así, el Gobierno podía proclamarse salvador de España y garantía de la ley y el orden".

### Desarrollo
A pesar de lo precipitado de la convocatoria, al comenzar la huelga se consiguieron paralizar las actividades en casi todas las grandes zonas industriales (Vizcaya y Barcelona, incluso algunas menores como Yecla y Villena), urbanas (Madrid, Valencia, Zaragoza, La Coruña), y mineras (Río Tinto, Jaén, Asturias y León); pero solo durante unos pocos días, a lo sumo una semana. En las ciudades pequeñas y las zonas rurales no tuvo apenas repercusión. Las comunicaciones ferroviarias, un sector clave, no se vieron alteradas por mucho tiempo.
La mañana del 13 de agosto un tren descarriló en Bilbao, produciéndose 5 muertos y 18 heridos. Para el diario El Nervión y para las autoridades, los huelguistas levantaron las vías provocando el accidente. Según los socialistas, como más tarde declaró Prieto, el suceso se debió a las malas condiciones de la vía y a la excesiva velocidad que llevaba el tren para evitar ser detenido por los huelguistas.

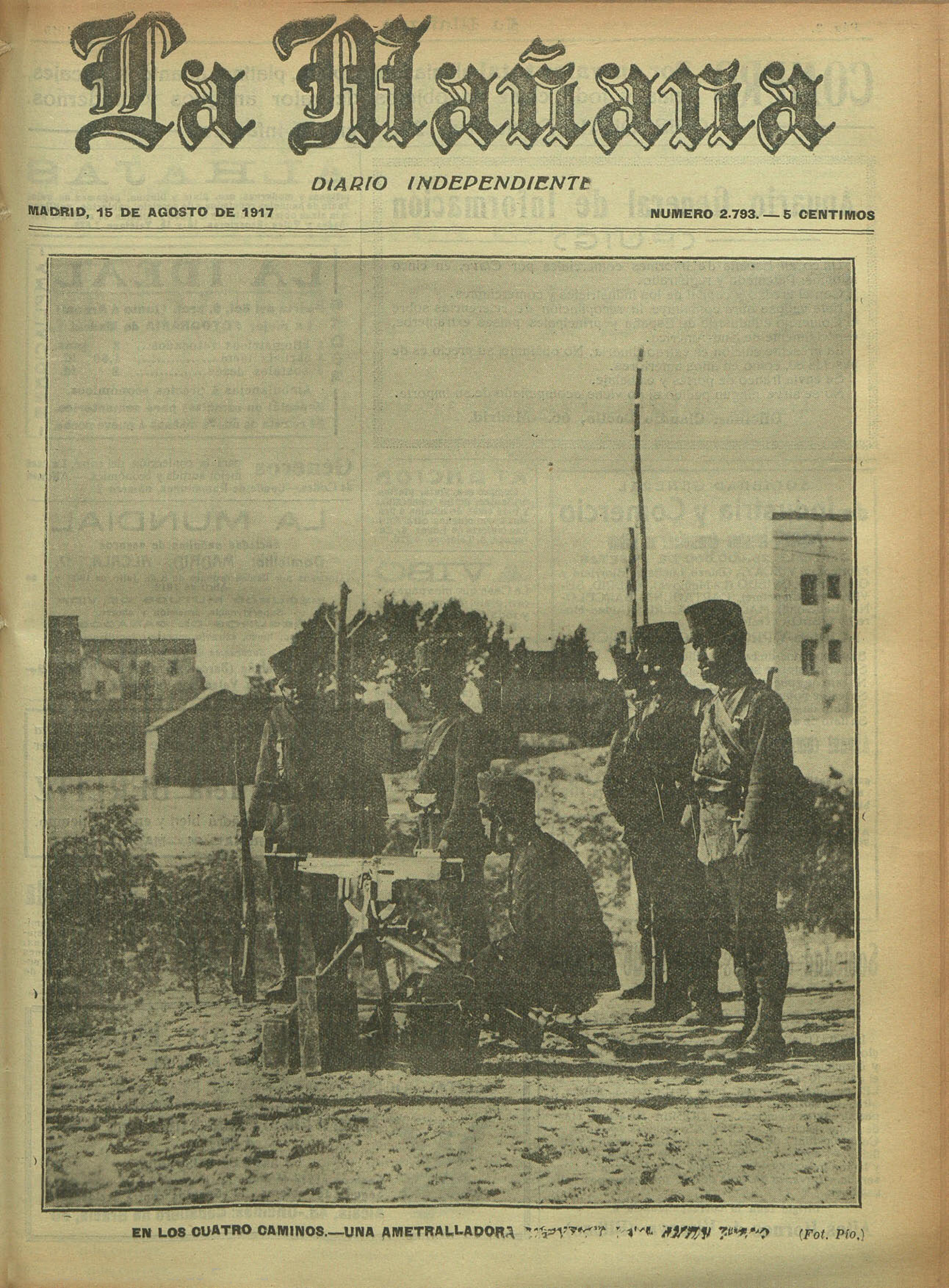
Ametralladora desplegada en Cuatro Caminos (Madrid)

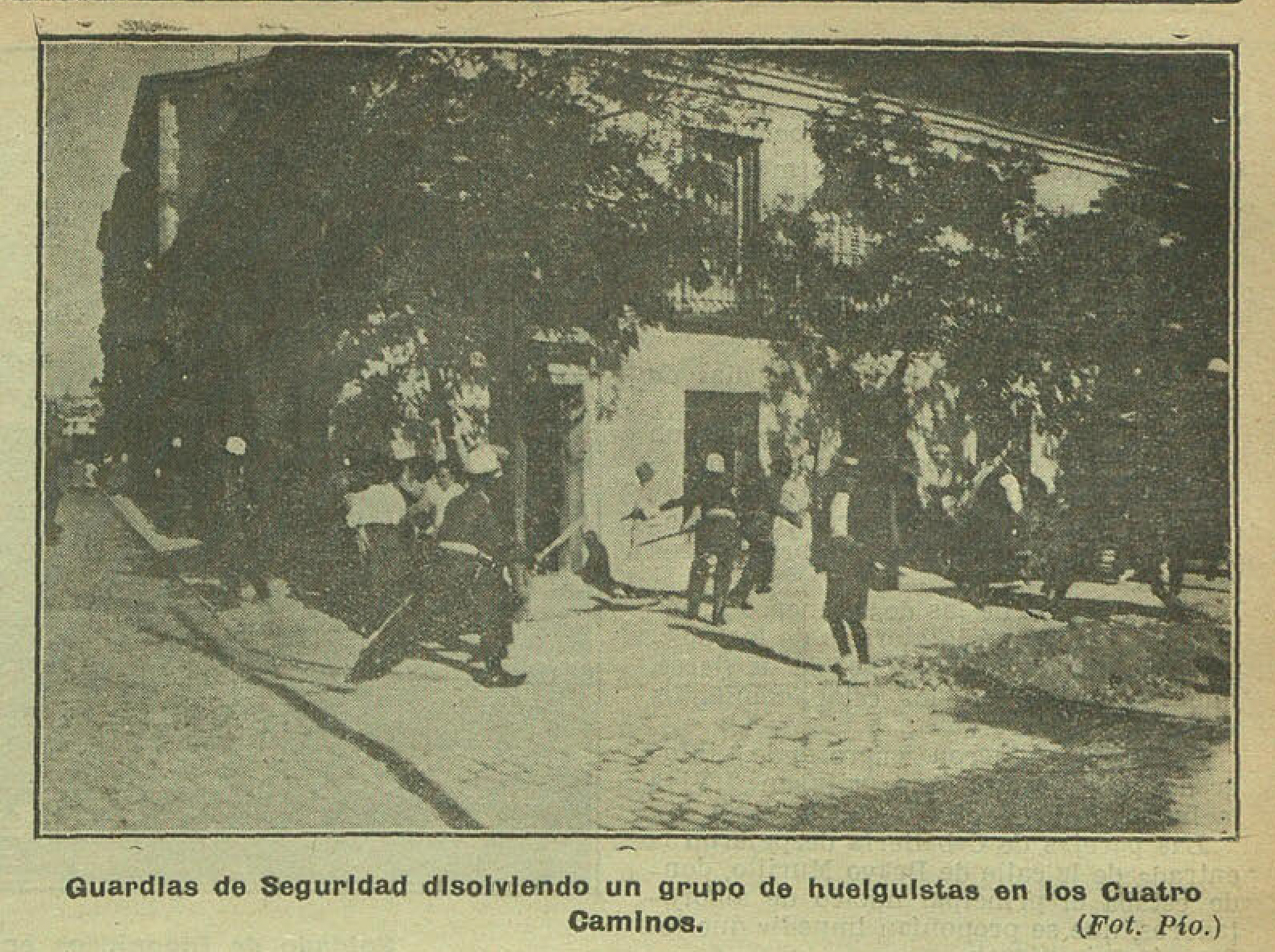
Carga contra huelguistas en Madrid

En Madrid, en la noche del martes 14 de agosto el Comité de Huelga fue detenido por la policía y un motín que se produjo en la cárcel modelo fue reprimido con gran dureza, resultando muertos varios reclusos, entre ellos siete destacados militantes socialistas. Así fue como en pocos días la huelga fue controlada. En Barcelona, en cambio, donde el protagonismo correspondió a la CNT, solo después de varios días de lucha callejera y tiroteos se logró restablecer la normalidad. En Sabadell el ejército tuvo que recurrir a la artillería, que redujo a escombros las sedes de los trabajadores, para acabar con el movimiento. También hubo choques violentos y muertos y heridos en Alicante, Valencia, Guipúzcoa y Zaragoza. El 18 de agosto el gobierno pudo proclamar que había restablecido el orden, pero aún le costó varios días más reducir el último reducto de la huelga revolucionaria que fueron las cuencas mineras asturianas, donde el ejército aplicó una represión de gran dureza mediante el conocido como Tren de la muerte, entre otros.
En Cataluña algunos anarquistas usaron granadas artesanales, que no llegaron a funcionar debidamente, para fortuna de las fuerzas del orden.
El balance oficial de la represión fueron 71 muertos, 156 heridos y 2000 detenidos.
También se produjeron algunos muertos entre las fuerzas del orden, entre ellos cuatro guardias civiles.

## Consecuencias
Para facilitar la salida de la crisis, el rey sustituyó al conservador Eduardo Dato por el liberal Manuel García Prieto, al frente de un gobierno de concentración nacional en el que también entró Cambó.

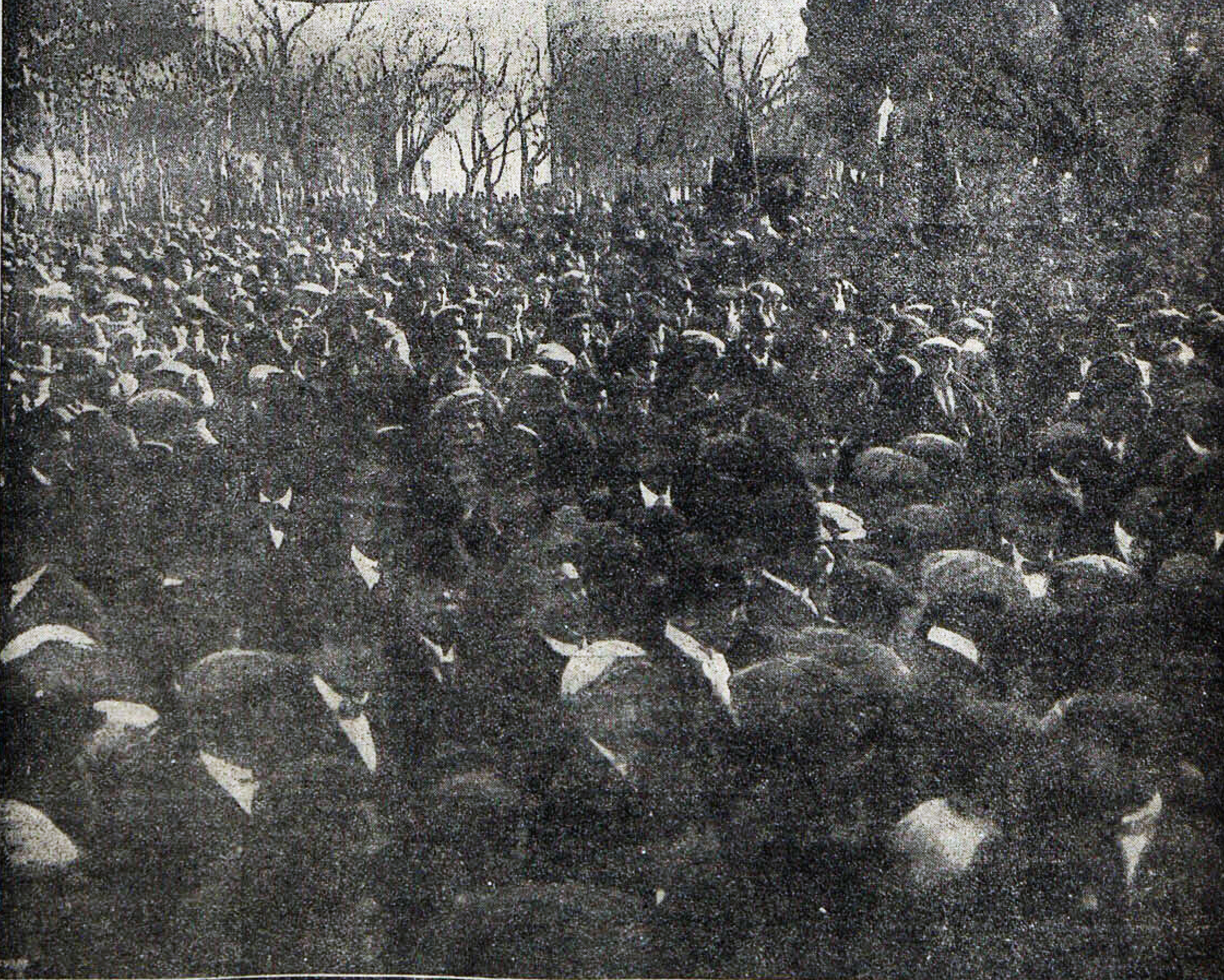
Manifestación pro amnistía en Madrid el 25 de noviembre de 1917

Los miembros del Comité de Huelga fueron sometidos a un consejo de guerra acusados del delito de sedición, siendo encontrados culpables y condenados a cadena perpetua el 29 de septiembre de 1917. Así Largo Caballero, Saborit, Besteiro y Anguiano fueron conducidos al penal de Cartagena. Se desencadenó entonces una amplia campaña popular de solidaridad con los condenados que no obtuvo ningún resultado, hasta que el PSOE los incluyó en sus listas de candidatos para las elecciones generales de febrero de 1918, resultando elegidos los cuatro, que junto a Pablo Iglesias e Indalecio Prieto, también elegidos por la coalición Alianza de Izquierdas, formaron la minoría socialista del Congreso de los Diputados. La elección como diputados obligó al gobierno a concederles la amnistía el 8 de mayo de 1918 tomando posesión de sus escaños diez días después.

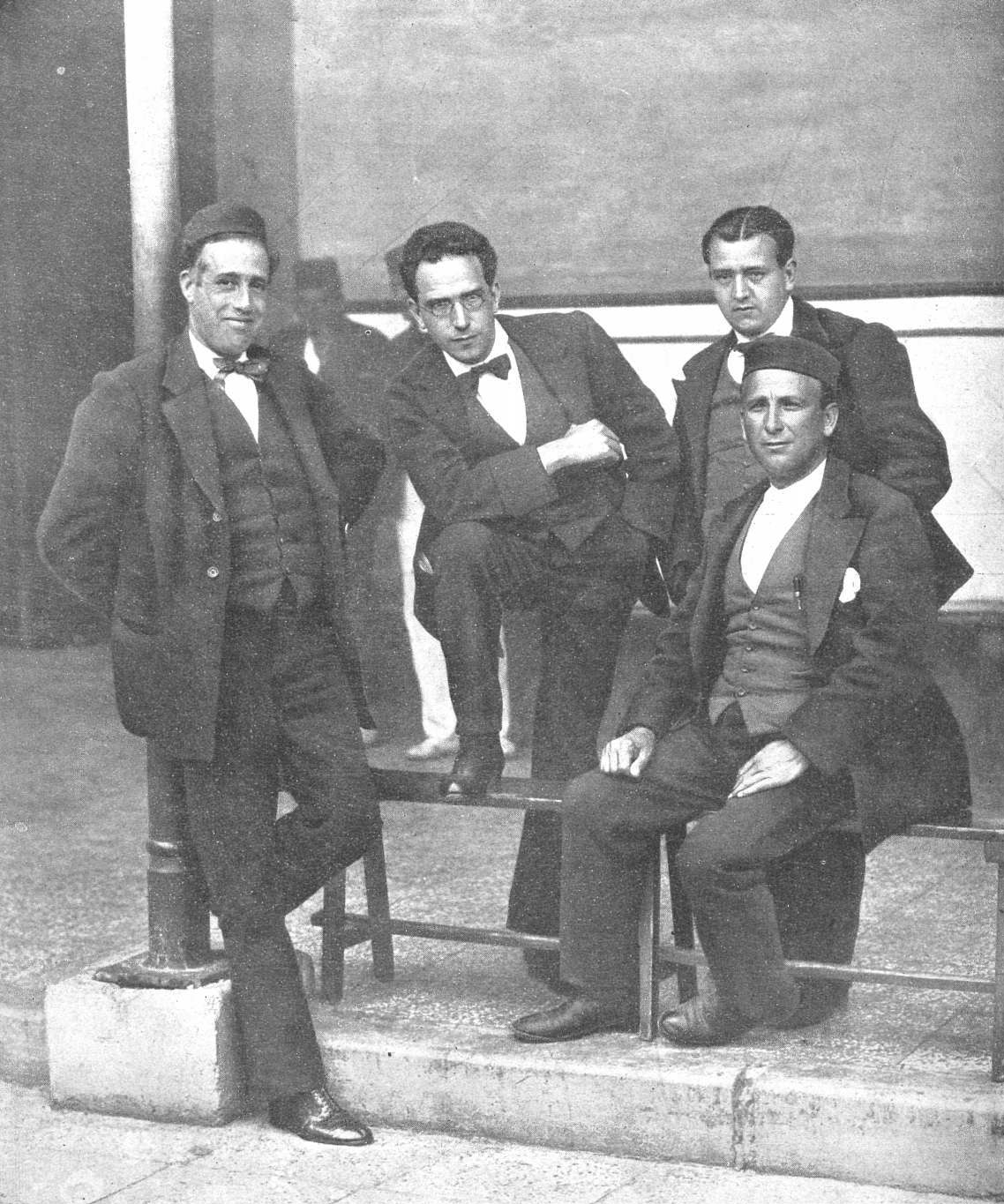
Julián Besteiro, Daniel Anguiano, Andrés Saborit y Francisco Largo Caballero en el penal de Cartagena, por Campúa (1918).

La presencia en las Cortes de los cuatro miembros de Comité de Huelga les permitió intervenir en el debate parlamentario sobre la huelga general, insistiendo en los motivos que habían originado el conflicto -la crisis de subsistencias y la crisis de trabajo y la nula repuesta que habían encontrado en el gobierno- y denunciando la extrema dureza que se había empleado para reprimirla.
La huelga también fue objeto de debate durante el XIII Congreso de UGT celebrado en octubre de 1918. Indalecio Prieto afirmó que «la huelga fracasó en el momento en que el comité decretó que fuese pacífica», y que de no hacerse «revolucionariamente» habría sido mejor no hacerla, a lo que Largo Caballero, miembro del comité de huelga, respondió: «Se nos acusa de no haber preparado debidamente un movimiento revolucionario cuando lo que se nos había encargado preparar fue una huelga general».